# Чекић
Чекић (тур. çekiç), или чук, јесте алат предвиђен да, јаким ударцима, деформише или помера предмете. Најчешће се употребљава за закуцавање ексера и разбијање. Често се праве чекићи за специјалне намене, па стога постоје и варијације у конструкцији самог чекића. Чекић се такође може користити и као оружје. У средњем веку, као оружје је коришћен ратни чекић када конвенционално оштро оружје више није могло да пробије неке типове оклопа.
Чекић је алат, најчешће ручни алат, који се састоји од пондерисане „главе“ причвршћене за дугачку дршку која се замахује да би се ударило на малу површину предмета. То може бити, на пример, забијање ексера у дрво, обликовање метала (као код ковачнице) или дробљење камена. Чекићи се користе за широк спектар апликација за забијање, обликовање, ломљење и недеструктивне ударе. Традиционалне дисциплине укључују столарију, коваштво, ратовање и удараљке (као код гонга).
Ударање чекићем је употреба чекића у његовом ударном капацитету, за разлику од хватања секундарном канџом или захватања са секундарном куком. Столарски и ковачки чекић се углавном користе из непокретног става према непокретној мети док се хвата и покреће једном руком, у дугачком равнином луку надоле – да би се додала кинетичка енергија удару – окрећући се углавном око рамена и лакта, са малим али жустрим ротацијама зглоба непосредно пре удара; за екстремни удар, истовремени покрети трупа и колена могу спустити рамени зглоб током замаха да би се додатно повећала дужина лука замаха (али ово је заморно). Ратни чекићи се често користе у невертикалним равнима кретања, са далеко већим уделом енергије који се обезбеђује из ногу и кукова, што такође може укључивати и нагло кретање, посебно против циљева у покрету. Мали чекић се може замахнути са зглобова мањим покретом, што омогућава много већу каденцу поновљених удараца. Употреба чекића и тешких маљева за рушење мора да прилагоди удар чекића локацији и оријентацији мете, што може захтевати батинање или голфско кретање са држањем са две руке.
Модерна глава чекића је обично направљена од челика који је термички обрађен ради тврдоће, а дршка је обично направљена од дрвета или пластике.
Свеприсутан у кадрирању, чекић има „канџу” за извлачење ексера из дрвета и обично се налази у инвентару кућних алата у Северној Америци. Друге врсте чекића разликују се по облику, величини и структури, у зависности од њихове намене. Чекићи који се користе у многим занатима укључују тешки ковачки чекић, маљеве и кугличне чекиће. Иако је већина чекића ручни алат, моторни чекићи, као што су парни чекићи и окретни чекићи, користе се за испоруку сила које превазилазе капацитет људске руке. Постоји преко 40 различитих типова чекића који имају много различитих врста употребе.
У смислу људске физиологије, многе употребе чекића укључују координисане балистичке покрете под интензивним мишићним силама које се морају унапред планирати на неуромускуларном нивоу, пошто се дешавају пребрзо за свесно прилагођавање у лету. Из тог разлога, прецизно ударање при брзини захтева више вежбе него тапкање до истог циљаног подручја. Предложено је да су когнитивни захтеви за планирањем унапред, секвенцирањем и тачним временским одређивањем времена повезани са сродним балистичким покретима бацања, ударања палицама и ударањем чекићем убрзали аспекте еволуције мозга код раних хоминида.

## Историја
Употреба једноставних чекића датира пре око 3,3 милиона година, према налазу из 2012. који су направили Соња Харманд и Џејсон Луис са Универзитета Стони Брук, који су током ископавања на локалитету у близини кенијског језера Туркана открили веома велико лежиште камења различитог облика, укључујући и оно коришћено да се удара дрво, кост или друго камење да их разбије и обликује. Први чекићи су направљени без дршке. Камење причвршћено за штапове тракама од коже или животињским тетивама коришћено је као чекићи са дршкама око 30.000 година пре нове ере током средине палеолитског каменог доба. Додатак ручке дао је кориснику бољу контролу и мање незгода. Чекић је постао примарни алат који се користио за градњу, храну и заштиту.
Археолошки записи о постојању чекића показују да је то можда најстарије оруђе за које постоје поуздани докази.
- Камени чекић пронађен у граду Довер, Минесота, датира из 8000–3000. п. н. е., архајског периода Северне Америке
- Чекић за клесање камена
- Перфорирана глава чекића од камена
- Старогрчки бронзани жртвени чекић, 7. век пне, из Додоне
- канџасти чекић из 16. века; детаљ из Дирерове Меленколије I (око 1514)

## Врсте чекића
Мада веома једноставан алат, за различите намене постоји више различитих врста чекића:
- Бајла
- Варилачки чекић
- Геолошки чекић
- Гумени чекић
- Дрвени чекић
- Зидарски чекић
- Тесла (кесер)
- Маљ
- Маца
- Мацола
- Обућарски чекић
- Ратни чекић
- Стакларски чекић
- Тапетарски чекић

У савременој индустрији се користи још пнеуматски чекић или електромагнетни чекић док је њихова претеча био парни чекић. Овакви чекићи поред велике брзине могу имати и велику снагу. У професионалној столарији и тапатерству данас чекић све више замењује столарска хефталица, која може бити: ручна, пнеуматска или електромагнетна. На југу Србије користи се за чекић назив чук а за мали чекић се каже чукче.